# يادرانكا جيز
يادرانكا جيز مواليد 9 نوفمبر 1960، هي لاعبة كرة يد نمساوية معتزلة. مثلت منتخب النمسا لكرة اليد للسيدات. شاركت في دورة الألعاب الأولمبية الصيفية سنة 1992.

## روابط خارجية
- يادرانكا جيز على موقع أوليمبيديا (الإنجليزية)